# Geografia cultural
La Geografia cultural és una branca de la Geografia humana i podria definir-se, suscitament, com l'estudi de la part geogràfica de la cultura humana.

## Història
Des dels inicis de la Geografia, les primeres obres dels autors grecs, com Estrabó o Ptolemeu, dediquen una part important del seu discurs als aspectes culturals dels llocs descrits, especialment als costums dels pobles que hi viuen.
En el moment que la ciència geogràfica esdevé més acadèmica, i es van diferenciant noves branques de la geografia, als EUA i a partir de l'obra de Carl. O. Sauer, professor de la Universitat de Califòrnia, a Berkeley, s'inicia la més coneguda de les escoles de la Geografia Cultural.
Centrada en l'estudi dels "paisatges culturals", aquest concepte que ressalta la capacitat dels coneixements i activitats humanes per modificar i construir paisatges, és vist com una reacció a les idees geogràfiques predominants a l'inici de la carrera de C. O. Sauer, descrites com a determinisme geogràfic, on es considerava l'acció humana com a directament condicionada o "determinada" pel marc físic on s'assentava.
L'article "Recent Developments in Cultural Geography", publicat l'any 1927 per Sauer, és una fita per a la Geografia Cultural, en una línia que durant molts anys ha estat conreada pels geògrafs americans.
A Europa el concepte de Geografia Cultural ha anat més lligat al de Geografia Humana, ressenyant-se com a precursors a Friederich Ratzel a Alemanya, o bé Paul Vidal de la Blache a França.

## El segle XXI
La Geografia Cultural abasta camps tan actuals com la globalització, l'hegemonia cultural o bé el colonialisme i l'imperialisme, així com els temes clàssics de regió cultural o paisatge cultural.